# Guibourtinidol
Le guibourtinidol est un flavan-3-ol.
Les proguibourtinidines sont un type de tanins condensés. Les tanins condensés sont des polymères de flavanols et les proguibourtinidines sont notamment composées d'unités de guibourtinidol. Le nom provient du fait que ces tanins produisent de la guibourtinidine, une anthocyanidine, lors de leur hydrolyse en milieu acide.